# Trachelas rugosus
Trachelas rugosus är en spindelart som beskrevs av Eugen von Keyserling 1891. Trachelas rugosus ingår i släktet Trachelas och familjen flinkspindlar. Inga underarter finns listade i Catalogue of Life.